# Heodes occidentalis
Heodes occidentalis är en fjärilsart som beskrevs av Lalanne 1947. Heodes occidentalis ingår i släktet Heodes och familjen juvelvingar. Inga underarter finns listade i Catalogue of Life.